# Gabriel Hornstain
Gabriel Hornstain († nach 1639), auch Gabriel Hornstein geschrieben, war ein deutscher Zeichner.
Von Gabriel Hornstain ist wenig überliefert. Lediglich zwei getuschte Federzeichnungen, Darstellungen der 1865 zerstörten Kirche des Benediktinerstifts Admont sind zweifelsfrei ihm zuzuordnen. Diese Zeichnungen liegen im Berliner Kupferstichkabinett. Eine zeigt den zwölfjährigen Jesus im Tempel, ist signiert und mit 1639 datiert. Auf der Rückseite ist die Federzeichnung einer Darstellung des Heiligen Benedikt aufgeklebt. Die andere Zeichnung zeigt die Anbetung der Könige und ist mit G H signiert. Auf der Rückseite ist der Heilige Hieronymus dargestellt, der aber nicht von Gabriel Hornstain stammt.